# APW Impacto Total de 2007
APW Impacto Total foi um evento organizado pela empresa nacional Elec3city e sob a alçada da Associação Portuguesa de Wrestling (APW). Reuniu estrelas nacionais da APW e ainda da federação norte-americana Total Nonostop Action Wrestling (TNA) e da One Pro Wrestling (1PW) inglesa.

## Datas
- 5 de Janeiro de 2007 (Lisboa - Campo Pequeno)
- 6 de Janeiro de 2007 (Porto - Pavilhão Rosa Mota)

## Participantes

### APW
- Mad Dog
- Ultra Psycho
- Vyper Kid
- Arte-Gore
- D-namite
- Jimmy Best
- Prophet
- Paulinho
- Ace

### 1PW
- Jonny Storm
- Pac
- Spud
- Jody Fleisch

### TNA
- Abyss
- A.J. Styles
- BG James
- Brother Devon
- Brother Ray
- Brother Runt
- Christian Cage
- Christopher Daniels
- Christy Hemme
- Gail Kim
- Jerry Lynn
- Kip James
- Kurt Angle
- Rhino
- Samoa Joe

## Resultados

### Dia 1[3]
| Nº                                          | Resultados | Estipulações |
| ------------------------------------------- | --- | --- |
| 1                                           | Brother Runt derrotou Jerry Lynn                                                                                   | |
| 3                                           | Team 3D (Brother Devon e Brother Ray derrotaram Voodoo Kin Mafia (BG James e Kip James)                            | Luta de duplas |
| 4                                           | Abyss(c) derrotou Christian Cage                                                                                   | Luta Individual pelo Título NWA World Heavyweight                                                                                               |
| 5                                           | Rhino derrotou AJ Styles                                                                                           | Luta Individual |
| 6                                           | Christopher Daniels(c) derrotou Jonny Storm                                                                        | Luta Individual pelo Campeonato da X Division da TNA                                                                                            |
| 7                                           | Mad Dog derrotou Arte-Gore(c), Ace, D-namite, Jimmy Best, Jonny Casino, Paulinho,Prophet, Ultra Psycho e Vyper Kid | "Gauntlet" pelo Campeonato Nacional da APW (Battle Royal onde os dois últimos participantes podem também eliminar-se por pinfall ou submission) |
| 8                                           | Christy Hemme derrotou Gail Kim                                                                                    | Luta Individual |
| 9                                           | Kurt Angle derrotou Samoa Joe                                                                                      | Luta Individual |
| (c) – Refere-se aos campeões antes da luta. | | |

### Dia 2[4]
| Nº                                          | Resultados | Estipulações                                                      |
| ------------------------------------------- | --- | ----------------------------------------------------------------- |
| 1                                           | Christy Hemme vs Gail Kim terminou sem um vencedor                                                             | Luta Individual                                                   |
| 2                                           | Brother Runt, Brother Devon, Brother Ray e Christy Hemme derrotaram BG James, Kip James, Jerry Lynn e Gail Kim | Eight Man Tag Team                                                |
| 3                                           | Jonny Storm derrotou Jody Fleisch, Pac e Spud)                                                                 | Four-Way Match pelo desafiante do Campeonato da X Division da TNA |
| 4                                           | AJ Styles derrotou Rhino                                                                                       | Luta Individual                                                   |
| 5                                           | Abyss(c) derrotou Christian Cage                                                                               | Luta Individual pelo Título NWA World Heavyweight                 |
| 6                                           | Arte-Gore derrotou Mad Dog(c)                                                                                  | Luta Individual pelo Campeonato Nacional da APW                   |
| 7                                           | Christopher Daniels(c) derrotou Jonny Storm                                                                    | Luta Individual pelo Campeonato da X Division da TNA              |
| 8                                           | Kurt Angle derrotou Samoa Joe                                                                                  | Luta Individual                                                   |
| (c) – Refere-se aos campeões antes da luta. | |                                                                   |